# Крекінг-установка в Ассалує (Arya Sasol)
Крекінг-установка в Ассалує (Arya Sasol) — складова частина розташованого у іранській провінції Бушир нафтохімічного майданчику компанії Arya Sasol Polymer. Відома також як 9-й олефіновий комплекс.
Розробка найбільшого в світі газового родовища Південний Парс (у Катарі відоме як Північне) призвела до появи у Буширі потужного джерела зріджених вуглеводневих газів, що в свою чергу потягнуло розвиток нафтохімічної промисловості. Зокрема, в 2003—2006 роках тут спорудили установку парового крекінгу компанії Arya Sasol Polymer, створеної на паритетних засадах іранською Pars Petrochemical Company та південноафриканською Sasol (колись починала з вуглехімії на своїх комплексах у Сасолбурзі та Секунді, а на початку 21 століття перетворилась на важливого гравця світового ринку нафтохімії).
Для забезпечення установки сировиною Pars Petrochemical спорудила комплекс вилучення етану, здатний продукувати 1621 тисячу тонн на рік (він же вилучає інші гомологи метану — 980 тисяч тонн пропану, 566 тисяч тонн бутану та 95 тисяч тонн фракцій С5+). Піроліз 1267 тисяч тонн етану дозволяє виробляти 1 млн тонн етилену на рік. Також як побічний продукт отримують суміш С3+ (пропан-пропіленова фракція та більш важкі вуглеводні) в об'ємі 90 тисяч тонн.
Отриманий етилен передусім використовують для виробництва 600 тисяч тонн поліетилену щорічно. Ще 175 тисяч тонн потребує розташований неподалік завод однієї з материнських компаній Pars Petrochemical по випуску мономеру стирену потужністю 600 тисяч тонн. Залишок може постачатись споживачам в самому Ассалує (наприклад, Mehr Petrochemical, котра має лінію поліетилену потужністю 300 тисяч тонн), на експорт або до Західного етиленопроводу.
Можливо також відзначити, що станом на другу половину 2010-х в Ассалує наявні й інші піролізні виробництва, створені компаніями Morvarid (5-й комплекс), Jam Petrochemical (10-й комплекс) та Kavian Petrochemical (11-й комплекс).